# 시몬 싱
시몬 싱(힌디어: सिमोन सिंह, 1974년 11월 10일 ~ )은 인도의 배우이다.

## 출연 작품
- 99 (2009)
- 빙 사이러스 (2005)
- 내일은 오지 않을지도 몰라 (2003)
- 쉬... (2003, Sssshhh...)
- 까삐꾸씨 까삐깜 (2001)